# Jomo Cosmos
Jomo Cosmos Football Club (eller JCFC) er en sydafrikansk fodboldklub hjemmehørende i Johannesburg, som blev grundlagt i 1983. Klubben spiller i den bedste sydafrikanske række, Premier Soccer League (PSL), og afvikler deres hjemmebanekampe på Huntersfield Stadium i Katlehong med plads til 45.000 tilskuere.
Klubben ejes af den sydafrikanske fodbold legende Jomo "Black Prince" Sono, som købte Highlands Park i 1982 efter at have afsluttet hans aktive fodboldkarriere i USA. Klubben blev navngivet efter ham selv og hans tidligere NASL klub, New York Cosmos, hvilket klubbens tidligere emblem også visuelt reflekterer.

## Hæder
- Coca-Cola Cup vindere: 2002 og 2005
- SAA Supa 8 vindere: 2003
- Bob Save Super Bowl vindere: 1990
- NSL Mestre: 1987

## Tidligere spillere
- Christopher Katongo (Zambia) (skiftede til Brøndby IF i foråret 2007).

## Ekstern henvisning
- Jomo Cosmos officielle hjemmeside Arkiveret 21. februar 2009 hos  Wayback Machine